# Noatak
|  | Per a altres significats, vegeu «Noatak (desambiguació)». |

Noatak és una concentració de població designada pel cens dels Estats Units a l'estat d'Alaska. Segons el cens del 2000 tenia 428 habitants.

## Demografia
Segons el cens del 2000, Noatak tenia 428 habitants, 100 habitatges, i 90 famílies La densitat de població era de 14,3 habitants/km².
Dels 100 habitatges en un 69% hi vivien nens de menys de 18 anys, en un 56% hi vivien parelles casades, en un 22% dones solteres, i en un 10% no eren unitats familiars. En el 9% dels habitatges hi vivien persones soles el 9% de les quals corresponia a persones de 65 anys o més que vivien soles. El nombre mitjà de persones vivint en cada habitatge era de 4,28 i el nombre mitjà de persones que vivien en cada família era de 4,51.
Per edats la població es repartia de la següent manera: un 42,5% tenia menys de 18 anys, un 10,5% entre 18 i 24, un 28,7% entre 25 i 44, un 12,9% de 45 a 60 i un 5,4% 65 anys o més.
L'edat mediana era de 23 anys. Per cada 100 dones hi havia 104,8 homes. Per cada 100 dones de 18 o més anys hi havia 108,5 homes.
La renda mediana per habitatge era de 30.833 $ i la renda mediana per família de 31.667 $. Els homes tenien una renda mediana de 25.833 $ mentre que les dones 21.250 $. La renda per capita de la població era de 9.659 $. Aproximadament el 25% de les famílies i el 22% de la població estaven per davall del llindar de pobresa.

## Poblacions més properes
El següent diagrama mostra les poblacions més properes.